# رافائلا سالماسو
رافائلا سالماسو (انگلیسی: Raffaella Salmaso؛ زادهٔ ۱۶ آوریل ۱۹۶۸) بازیکن فوتبال اهل ایتالیا است.
وی همچنین در تیم ملی فوتبال زنان ایتالیا بازی کرده‌است.